# Autobahnkreuz Ludwigshafen
Das Autobahnkreuz Ludwigshafen (Abkürzung: AK Ludwigshafen; Kurz: Kreuz Ludwigshafen) verbindet die Autobahnen 61 (Venlo – Hockenheim) und 650 (Bad Dürkheim – Ludwigshafen) miteinander.

## Geografie
Das Kreuz Ludwigshafen liegt zwischen dem Ludwigshafener Stadtteil Ruchheim und der Ortsgemeinde Maxdorf. Es liegt zirka 10 km westlich des Stadtkerns von Ludwigshafen.

## Bauform und Ausbauzustand
Das Autobahnkreuz Ludwigshafen wurde als Kleeblatt angelegt. Beide Autobahnen sind vierspurig ausgebaut.

## Verkehrsaufkommen
| Von                   | Nach                  | Durchschnittliche tägliche Verkehrsstärke | Durchschnittliche tägliche Verkehrsstärke | Durchschnittliche tägliche Verkehrsstärke | Anteil Schwerlastverkehr | Anteil Schwerlastverkehr | Anteil Schwerlastverkehr |
| Von                   | Nach                  | 2005                                      | 2010                                      | 2015                                      | 2005                     | 2010                     | 2015                     |
| --------------------- | --------------------- | ----------------------------------------- | ----------------------------------------- | ----------------------------------------- | ------------------------ | ------------------------ | ------------------------ |
| AK Frankenthal (A 61) | AK Ludwigshafen       | 65.700                                    | 69.300                                    | 67.700                                    | 18,4 %                   | 19,6 %                   | 19,8 %                   |
| AK Ludwigshafen       | AK Mutterstadt (A 61) | 62.200                                    | 63.100                                    | 61.200                                    | 20,0 %                   | 20,3 %                   | 20,0 %                   |
| AS Maxdorf (A 650)    | AK Ludwigshafen       | 33.000                                    | 33.400                                    | 33.300                                    | 03,4 %                   | 03,0 %                   | 03,1 %                   |
| AK Ludwigshafen       | AS Ruchheim (A 650)   | 37.600                                    | 40.200                                    | 40.800                                    | 05,0 %                   | 05,3 %                   | 05,2 %                   |